# Palazzo Sforza Cesarini (Santa Fiora)
Il Palazzo Sforza Cesarini è un palazzo del centro storico della località amiatina di Santa Fiora; si affaccia sulla piazza principale del paese.

## Storia
Il palazzo è stato costruito attorno al 1575 nel luogo dove sorgeva l'originaria rocca aldobrandesca di Santa Fiora.
La primitiva fortificazione, della quale rimangono solo due torri addossate al palazzo, sorse attorno all'anno mille e, nella seconda metà del Duecento, divenne la sede del potere della Contea di Santa Fiora, a seguito della spartizione dei beni della famiglia Aldobrandeschi.
Poco prima della metà del Quattrocento, i Senesi rapirono le tre figlie che costituivano l'intera prole di Guido Aldobrandeschi per impadronirsi dei vari centri della contea; tuttavia, il piano non riuscì per Santa Fiora e la sua rocca che vennero ereditate dagli Sforza, a seguito del matrimonio tra Bosio I Sforza e Cecilia Aldobrandeschi.
Da allora, l'intera Contea di Santa Fiora divenne contea sforzesca e, nel corso del Cinquecento, gli Sforza fecero costruire nuovi edifici residenziali, come appunto il Palazzo Sforza Cesarini di Santa Fiora, la Villa Sforzesca nei pressi di Castell'Azzara e la Fattoria di Pomonte nei dintorni di Scansano.
Lo stato autonomo sforzesco uscì definitivamente dalla scena politica nel 1624, quando tutto il suo territorio entrò a far parte del Granducato di Toscana, mantenendo tuttavia la propria autonomia in quanto rimase feudo della famiglia Sforza Cesarini.

## Descrizione

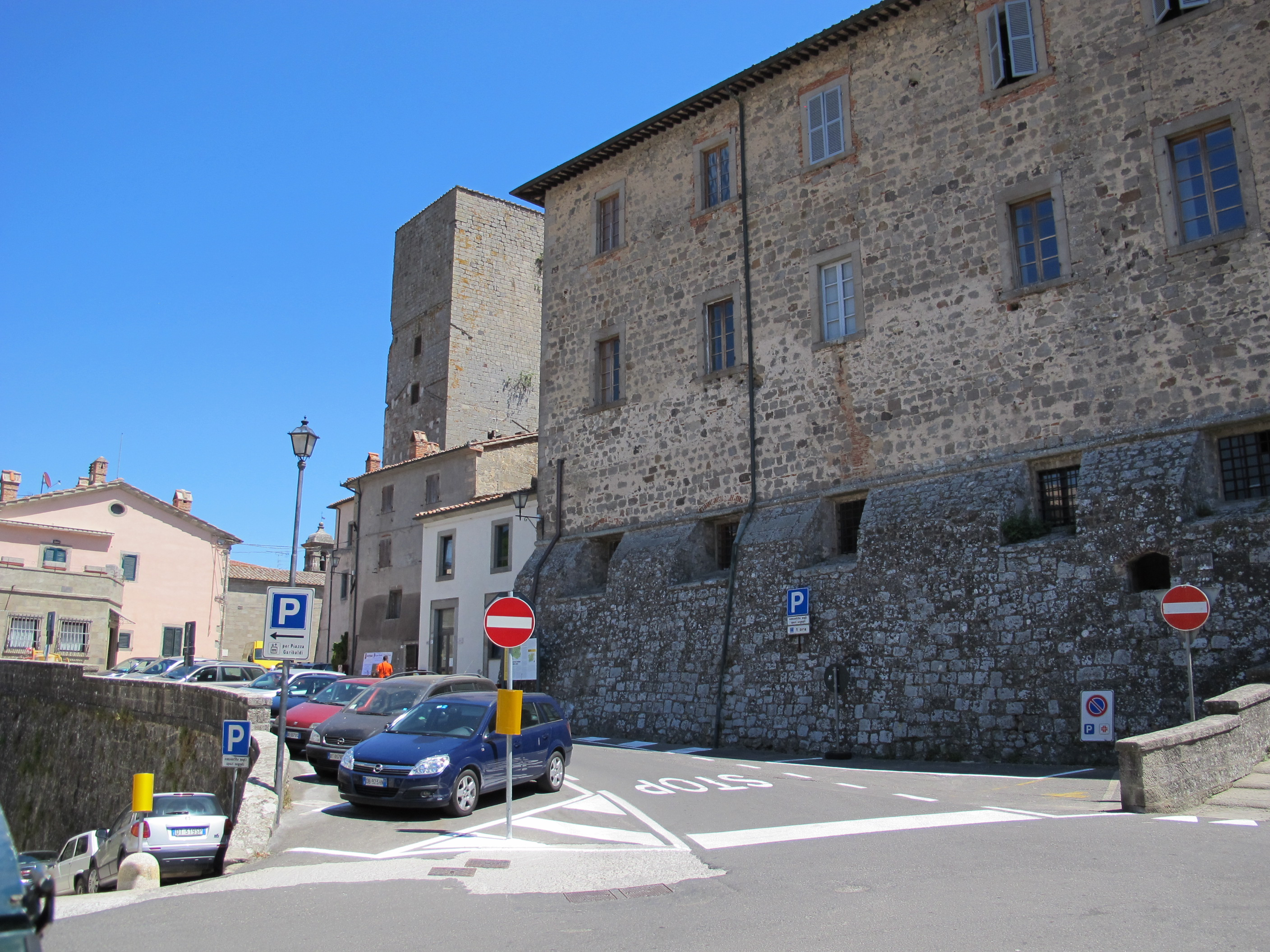
Veduta del retro e della torre

Il palazzo si presenta come un imponente complesso costituito da una serie di corpi di fabbrica allineati e addossati consecutivamente tra loro, da una parte il Palazzo Sforza Cesarini propriamente detto e, dall'altro, il Palazzo Pretorio nato da modificazioni dell'antica rocca aldobrandesca.
Il Palazzo Sforza Cesarini è caratterizzato da strutture murarie in pietra, dove si aprono finestre rettangolari e, al pian terreno, una serie di porte ad arco tondo. In linea generale, i fabbricati presentano i caratteri stilistici tipici del periodo tardo cinquecentesco, ad eccezione della porta ad arco gotico proveniente dalle preesistenti strutture medievali che comprendevano anche le 2 torri addossate. 
Oggi per la maggior parte ospita il municipio di Santa Fiora, oltre ad appartamenti privati. All'interno pregevoli sono lo stemma sforzesco originale in legno dorato, conservato nella Sala del Popolo, e due cicli di affreschi seicenteschi. L'uno illustra "Le quattro stagioni" e si trova nell'attuale ufficio del sindaco, mentre nell'anticamera si trova "Le ore del giorno". All'interno del palazzo sono poi custodite la collezione dei "palii delle contrade", la campana civica risalente alla metà del XVI sec. ed altre opere pittoriche della collezione municipale.
La torre degli Aldobrandeschi e la torre dell'orologio costituivano una parte dell'antica rocca aldobrandesca di Santa Fiora.
La torre degli Aldobrandeschi si presenta a sezione quadrangolare, molto imponente, con strutture murarie in pietra dove si aprono alcune finestre disposte su più livelli ed una serie di feritoie che, in passato, venivano usate per funzioni di difesa ed offesa. La parte alta è priva di coronamenti.
La torre dell'orologio, più bassa, si presenta a sezione quadrata con un alto e possente basamento a scarpa cordonato; a metà altezza, sulla parete che guarda verso la piazza, è collocato l'orologio che le conferisce la denominazione; le strutture murarie in pietra hanno mantenuto pressoché intatto l'originario aspetto medievale. La torre culmina con una prima merlatura poggiante su mensole sporgenti che racchiudono archetti ciechi, sopra la quale si eleva una piccola torretta centrale, coronata a sua volta da un'altra merlatura simile ma proporzionata a quest'ultima; all'estrema sommità è collocata una campana culminante con una croce. Entrambe le merlature sono il risultato di interventi di restauro effettuati nel corso dell'Ottocento.
Dal 2002 il palazzo ospita il Museo delle miniere di mercurio del Monte Amiata.